# Route 246
「Route 246」（ルート ツー フォーティシックス）は、日本の女性アイドルグループ乃木坂46の楽曲。2020年7月24日に配信限定シングルとしてN46Div.から配信開始された。秋元康が作詞、小室哲哉が作曲した。楽曲のセンターポジションは齋藤飛鳥が務めた。第71回NHK紅白歌合戦歌唱曲。

## 背景とリリース
前作『世界中の隣人よ』から2か月連続の配信リリース。ただし『世界中の隣人よ』と同じく通常のCDシングルのような「〜枚目シングル」というナンバリングはされていない。作曲・編曲者は小室哲哉。小室が乃木坂46へ楽曲を提供するのは初めてで、秋元康の作詞楽曲を手がけるのは10年ぶり。
小室は2018年1月に音楽活動からの引退を表明し、同年4月発売のラストアイドル「風よ吹け!」を最後に退いていたが、かつて原田知世や郷ひろみなどの楽曲でタッグを組んだ親交のある秋元康、その他の関係者からオファーを受け、2年3か月ぶりに楽曲提供した。秋元からはダメ出しの連続で、最初に作った3曲は「まだちょっと久しぶりだから慣れてないよね？」と言われ、さらに2曲送ると「ちょっと難しいかな？もっと小室君っぽくていいけどなあ」との返答だったという。6曲目でも「なかなか良くなってきたんじゃない？」とOKが出ず、開き直って「ベタでいいか」と作った7曲目でようやくOKが出たという。秋元からはその後「これで終わったと思っちゃうとダメだよ。まだまだ、この先も続けるために書きましょう」とエールを送られたという。
楽曲製作は久保こーじや溝口和彦を中心とする小室哲哉のスタッフ集団「Music Design」がサポートし、ギターは松尾和博が担当した。小室の復帰ライブでは同曲をアレンジしたインストゥルメンタルが演奏された。

## ミュージック・ビデオ
振付監修：田中文人、振付：Acchan/松岡篤志
7月上旬に横浜・大さん橋や都内各所などで撮影され、25thシングル『しあわせの保護色』収録の4期生曲「I see...」なども手がけた映像クリエイターチーム「maxilla」が“現在の東京”をコンセプトに制作した。これまで楽曲リリース前にYouTubeでフルサイズのMVが公開されてきたが、今作はティザー編が公開されるのみでリリース後もフルバージョンは公開されていなかったが、2023年5月17日・18日に東京ドームで開催される「齋藤飛鳥 卒業コンサート」の開催を記念し、5月11日に公式YouTubeチャンネルでフルサイズのミュージック・ビデオが公開された。またミュージック・ビデオ集『ALL MV COLLECTION2〜あの時の彼女たち〜』にも収録されている。
ソニーミュージックによるとダウンロード・ストリーミングともに乃木坂46で最大の配信ヒットとなり、ストリーミングはリリース後1週間で300万再生を超えた。

## 収録曲
| #  | タイトル      | 作詞   | 作曲     | 編曲                   | 時間 |
| -- | ------------- | ------ | -------- | ---------------------- | ---- |
| 1. | 「Route 246」 | 秋元康 | 小室哲哉 | 小室哲哉、Music Design | 3:52 |

## 選抜メンバー

### Route 246
（センター：齋藤飛鳥）
- 1期生：秋元真夏、生田絵梨花、齋藤飛鳥、高山一実、星野みなみ、松村沙友理
- 2期生：北野日奈子、新内眞衣、堀未央奈
- 3期生：岩本蓮加、梅澤美波、大園桃子、久保史緒里、山下美月、与田祐希
- 4期生：遠藤さくら、賀喜遥香、筒井あやめ

本作の選抜メンバーは、通常のCDシングルのようにグループの冠番組などで公式に発表はされておらず、『ALL MV COLLECTION2〜あの時の彼女たち〜』に収録されているミュージック・ビデオのフルバージョンにクレジットされているのみである。また、本作以降の作品の選抜メンバー等に関してメディアなどで報じられる際には、本作や前作『世界中の隣人よ』の選抜はCDシングルの選抜メンバーとは区別され、選抜などの回数にはカウントされないことがある。また、齋藤飛鳥にソロパートが与えられているが、齋藤がソロパートを担当したのは21枚目シングル『ジコチューで行こう!』以来である。